# Mallemort
Mallemort település Franciaországban, Bouches-du-Rhône megyében. Lakosainak száma 6190 fő (2022. január 1.). Mallemort Alleins, Charleval, Sénas, Vernègues, Cheval-Blanc, Mérindol és Puget községekkel határos.

## Népesség
A település népességének változása:
| Lakosok száma | 3090 | 3946 | 4366 | 5590 | 6063 | 5880 | 6019 | 6134 | 6184 | 6190 |
|               | 1968 | 1982 | 1990 | 2006 | 2013 | 2015 | 2017 | 2019 | 2020 | 2022 |